# Clupeoides papuensis
Clupeoides papuensis é uma espécie de peixe da família Clupeidae.
Pode ser encontrada nos seguintes países: Indonésia (Nova Guiné Ocidental) e Papua-Nova Guiné.